# St. Sava Peak
Der St. Sava Peak (englisch; bulgarisch връх Св. Сава wrach Sw. Sawa) ist ein felsiger, teilweise unvereister und 800 m hoher Berg an der Oskar-II.-Küste des Grahamlands auf der Antarktischen Halbinsel. In den Poibrene Heights auf der Blagoewgrad-Halbinsel ragt er 4,9 km nordnordwestlich des Ravnogor Peak, 3,8 km südöstlich des Kamenov Spur und 12,9 km westnordwestlich des Whiteside Hill auf. Das Vaughan Inlet liegt ostnordöstlich von ihm.
Die bulgarische Kommission für Antarktische Geographische Namen benannte ihn 2012 nach Sawa, Schüler der Slawenmissionare Kyrill und Method und Heiliger der Bulgarisch-orthodoxen Kirche.